# Disma (nome)
Disma  è un nome proprio di persona italiano maschile.

## Varianti
- Maschili: Dismo[2][4], Dimmo[4], Dimma[4], Dima[4], Dimo[4]

### Varianti in altre lingue
- Catalano: Dimas[5]
- Greco biblico: Δυσμάς (Dysmas)
- Inglese: Dismas
- Latino: Disma[1]
- Polacco: Dyzma
- Portoghese: Dimas[6]
- Spagnolo: Dimas[5][6]

## Origine e diffusione

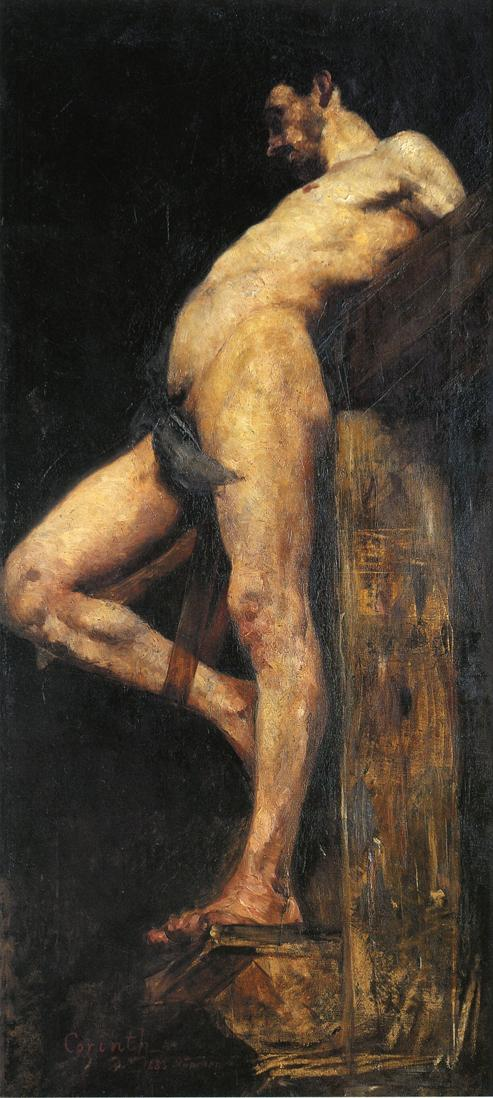
Il buon ladrone crocifisso, di Lovis Corinth

L'etimologia è ignota; generalmente viene ricondotto al greco antico δυσμάς (dysmas) o δυσμη (dysme, dusmé), che significa tramonto.
Disma è il nome dato nell'apocrifo Vangelo di Nicodemo al "buon ladrone" crocifisso insieme a Gesù.
È proprio dell'Italia centro-settentrionale, in particolare dell'Emilia, della Romagna e della Toscana.

## Onomastico
L'onomastico viene festeggiato il 25 marzo in memoria del già citato san Disma, patrono di antiquari, ladri e moribondi.

## Persone
- Disma Fumagalli, compositore e musicista italiano
- Disma Marchese, vescovo cattolico italiano

### Varianti
- Dimas Delgado, allenatore di calcio ed ex calciatore spagnolo
- Dyzma Gałaj, politico polacco
- Dimas Lara Barbosa, arcivescovo cattolico brasiliano
- Dimas Teixeira, ex calciatore portoghese
- Jan Dismas Zelenka, compositore ceco